# 富田林市立伏山台小学校
富田林市立伏山台小学校（とんだばやししりつ ふしやまだいしょうがっこう）は、大阪府富田林市伏山二丁目にある公立小学校。

## 沿革
- 1977年（昭和52年）4月1日 - 富田林市立寺池台小学校から分離して開校。
- 1977年（昭和52年）6月1日 - 竣工式を挙行し、同日を創立記念日とする。
- 1978年（昭和53年）4月1日 - 須賀西地区を工区に編入。
- 1989年（平成元年）3月16日 - 自然山野草林の整備完了

## 通学区域
- 伏山一丁目から三丁目、寺池台一丁目(1から3番及び9番を除く。)、寺池台三丁目のうち次の区域(24から28番)、寺池台五丁目、須賀二丁目のうち次の区域(11から20番、21番(3号、6号、8号、11号、30号、31号を除く。)、25番(10号を除く。)、26から28番、29番(24号、25号、26号、28号を除く。)、30番)、須賀三丁目[1]

※卒業後は基本的に富田林市立金剛中学校に進学する。

## 出身者
- 宮本恒靖[2] - ガンバ大阪監督　元日本代表